# Louis Massignon
Louis Massignon (Nogent-sur-Marne, París, 25 de julio de 1883– Suresnes, 31 de octubre de 1962) fue un arabista e islamólogo francés.

## Biografía
Profesor en el Colegio de Francia, director de estudios de ciencias religiosas en la Escuela Práctica de Altos Estudios de París, director de diversas publicaciones, fundador de varias asociaciones y comités, profesor gratuito de los emigrantes magrebíes en París, miembro de todas las Academias de la lengua de los países árabes y de múltiples academias europeas, participante asiduo de los coloquios Eranos de ciencias religiosas promovidos por Jung, presidente del Instituto de Estudios Iranios, su prolífica obra escrita se distribuye en pocos libros y amplias recopilaciones.

## Obra
- Tableau géographique du Maroc dans les quinze premières années du XVe siècle d'après Léon l'Africain
- La Passion d'Al-Hallâj
- Essai sur les origines du lexique technique de la mystique en pays d'Islam
- Recueil de textes inédits
- Parole donnée
- Opera minora